# Limbiate

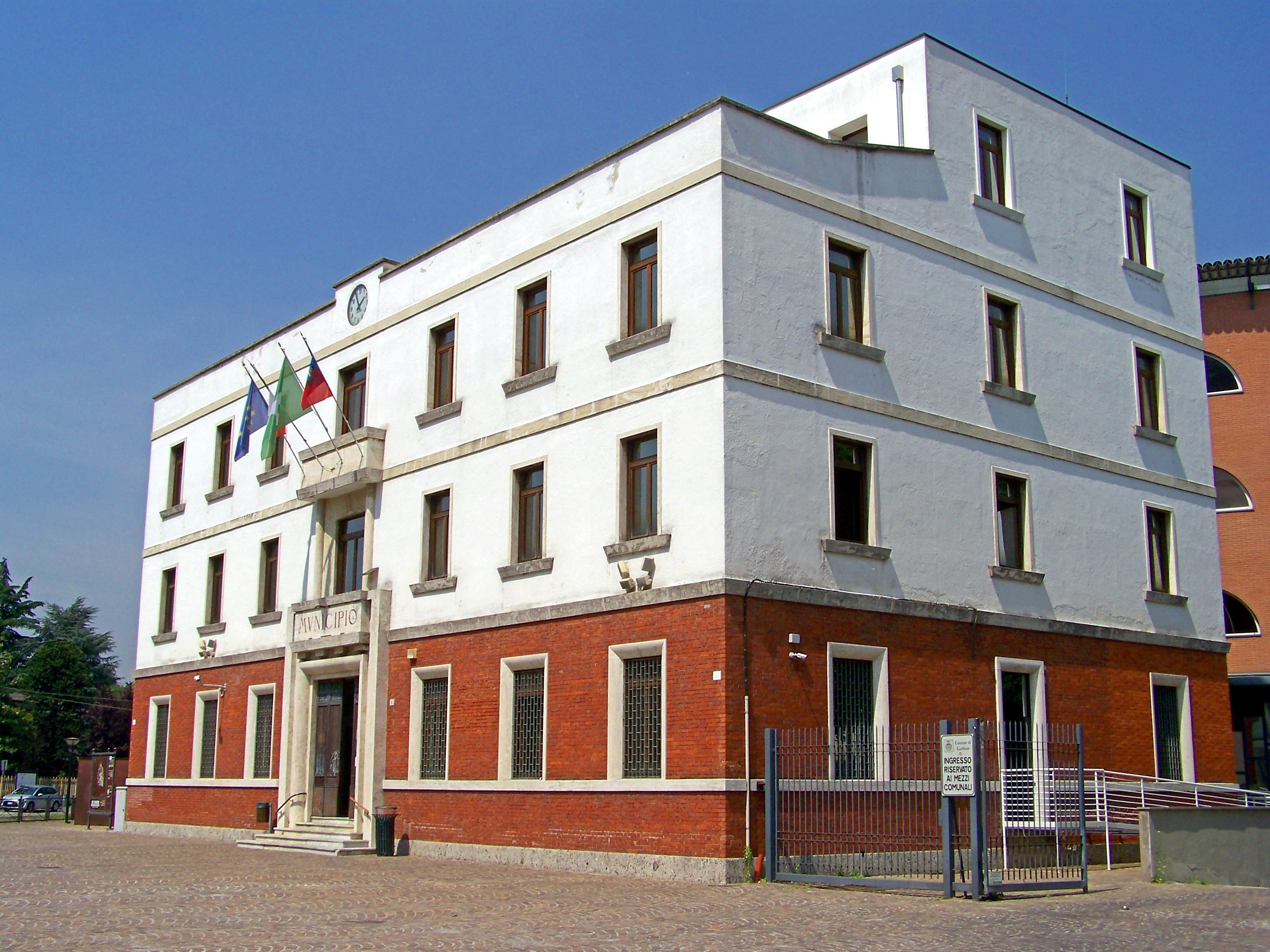
Gemeentehuis

Limbiate is een gemeente in de Italiaanse provincie Monza e Brianza (regio Lombardije) en telt 32.168 inwoners (31-12-2004). De oppervlakte bedraagt 12,4 km², de bevolkingsdichtheid is 2567 inwoners per km².
De volgende frazioni maken deel uit van de gemeente: Pinzano, Villaggio dei Giovi, Mombello, Villaggio del sole.

## Demografie
Limbiate telt ongeveer 11932 huishoudens. Het aantal inwoners daalde in de periode 1991-2001 met 1,0% volgens cijfers uit de tienjaarlijkse volkstellingen van ISTAT.
| Jaar | Inwoneraantal |
| ---- | ------------- |
| 1991 | 31.873        |
| 2001 | 31.551        |

## Geografie
Limbiate grenst aan de volgende gemeenten: Bovisio-Masciago, Solaro, Cesate, Varedo, Paderno Dugnano, Senago. Een tramlijn zorgt voor een verbinding met Milaan.

## Geboren in Limbiate
- Ornella Ferrara (1968), langeafstandsloopster